# Фране Матошич
Фране Матошич (сербохорв. Frane Matošić, 25 листопада 1918, Спліт — 29 жовтня 2007, Спліт) — югославський футболіст, що грав на позиції нападника. По завершенні ігрової кар'єри — тренер.
Виступав на позиції форварда за «Хайдук» (Спліт), БСК і «Болонью», тренував «Хайдук», «Спліт» і збірну Тунісу. Найкращий бомбардир в історії «Хайдука», який забив за цей клуб 729 голів в 739 іграх, а також багато років був капітаном цієї команди. Виступав за збірну Югославії і став в її складі срібним призером Олімпійських ігор 1948.

## Клубна кар'єра
Народився 25 листопада 1918 року в Спліті, який у той час входив до складу невизнаної Держави Словенців, Хорватів і Сербів. Вихованець «Хайдука» з рідного міста. Першу гру на дорослому рівні за цей клуб він провів у 16 років, у травні 1935 року проти «Славії» з Сараєва, в цьому матчі він зробив хет-трик, а його команда перемогла з рахунком 10:1 (за іншими даними, 14:0). Найуспішнішим сезоном для нього і його клубу до Другої світової війни став сезон 1936/37, в якому «Хайдук» посів друге місце в чемпіонаті Югославії.
Сезон 1938/39 Фране провів у складі белградського БСК, це був час, коли він проходив службу в армії, після її закінчення він повернувся в «Хайдук».
У 1941 році Спліт окупувала фашистська Італія, в той час як на більшій частині території Хорватії встановився профашистський маріонетковий режим Анте Павелича. У Незалежній державі Хорватія проводилась футбольна першість, але «Хайдук» у ній участі не брав, оскільки Спліт не був підконтрольний цій державі. Пропозицію вступити в італійську лігу команда також відхилила. Таким чином сплітський клуб деякий час взагалі не грав в офіційних змаганнях. Багато в чому з цієї причини Фране вирішив прийняти пропозицію італійської «Болоньї», провівши в її складі сезон 1942/43. В тому сезоні команда зайняла 6-е місце в Серії A. Незабаром після того, як він покинув «Болонью», Спліт був звільнений, футбол в місті відродився, і Матошич возз'єднався з рідним клубом. Відома розповідь про те, як Матошич в середині 40-х двічі відхилив пропозицію маршала Тіто про переведення «Хайдука» в Белград і перейменування в «Партизан», після чого команда з такою назвою була створена з нуля.
Після війни Матошич у складі сплітського клубу тричі вигравав чемпіонат Югославії і ще кілька разів ставав його призером. У 1949 році Фране став найкращим бомбардиром чемпіонату Югославії.
Один з найвідоміших матчів за участю Матошича пройшов 29 жовтня 1950 року, це була вирішальна гра чемпіонату проти «Црвени Звезди» в Спліті. Цей матч вважається культовим серед фанатів «Хайдука», також вони ведуть від нього відлік історії клубного фан-руху. Матч проходив вкрай напружено і ряснів грубістю. На останніх хвилинах, коли рахунок був 1:1 (Райко Митич відкрив рахунок за белградцев, Бернард Вукас зрівняв рахунок), сталася сутичка між Фране і Бранко Станковичем: Матошич сфолив на Станковичі, той ударив його по обличчю, і Фране, провівши рукою по обличчю і побачивши кров, вдарив Бранко так, що той на кілька хвилин знепритомнів. Це був один з найвідоміших інцидентів в історії югославського футболу. Матч у підсумку завершився перемогою «Хайдука»: незабаром після цієї бійки Божо Брокета забив вирішальний гол, який приніс «Хайдуку» чемпіонський титул уперше за багато років. А Матошич за свій вчинок був виключений з Комуністичної партії Югославії. Завершив кар'єру футболіста виступами за команду «Хайдук» (Спліт) у 1956 році.

## Виступи за збірну
8 травня 1938 року Матошич дебютував у збірній Югославії в матчі проти Румунії (1:0). На 25-й хвилині цього матчу він забив свій перший гол у збірній.
У складі збірної був учасником футбольного турніру на Олімпійських іграх 1948 року у Лондоні, де разом з командою здобув «срібло». Втім, на поле він жодного разу так і не вийшов, а югослави на тому турнірі без проблем дійшли до фіналу, в якому не змогли впоратися з форвардами шведів Гуннаром Греном і Гуннаром Нордалем.
29 червня 1953 року Фране провів свій останній матч за югославську збірну, проти Угорщини (на той час Угорська «золота команда» була однією з найсильніших збірних світу), в тому матчі югослави поступилися 2:3, а Фране відзначився голом, що став для нього шостим у 16 матчах за збірну, зіграних ним за кар'єру.
Є одним із семи футболістів, які захищали кольори національної збірної до та після Другої світової війни (також Мирослав Брозович, Звонимир Цимерманчич, Франьо Велфл, Бранко Плеше, Срджан Мркушич та Любомир Ловрич).

## Кар'єра тренера
Розпочав тренерську кар'єру відразу ж по завершенні кар'єри гравця, 1956 року, очоливши тренерський штаб клубу «Хайдук» (Спліт), де працював до 1958 року. Також деякий час він був технічним директором і навіть президентом клубу.
У 1959—1961 і 1963—1964 роках Матошич очолював інший місцевий клуб «Спліт», а між двома термінами працював зі збірною Тунісу, посівши 3-тє місце на Кубку африканських націй 1962 року.
Помер 29 жовтня 2007 року в Спліті, в річницю свого легендарного матчу з «Црвеною Звездою». Похований на міському кладовищі Ловринац. Наступний після його смерті матч за участю «Хайдука» на знак поваги до Матошича почався з хвилини мовчання.

## Титули й досягнення
Гравець
- Чемпіон Югославії (3):

«Хайдук» (Спліт): 1950, 1952, 1954-1955
- Срібний олімпійський призер: 1948

Тренер
- Бронзовий призер Кубка африканських націй: 1962

### Індивідуальні
- Найкращий бомбардир чемпіонату Югославії: 1948-49
- Нагороджений Орденом Братерства і єдності — державною нагородою СФРЮ — За заслуги перед югославським футболом.

## Особисте життя
Старший брат, Йозо Матошич (1913—1999), також був футболістом і грав за «Хайдук» та збірну Югославії, а після закінчення кар'єри тренував «Спліт» та «Хайдук».